# 로슈 한계
로슈 한계(Roche limit) 혹은 로슈 반지름은 위성이 모행성의 중력에 의한 기조력에 의해 파괴되지 않고 접근할 수 있는 한계다. 로슈 한계 안쪽에서는 궤도를 도는 물질이 부서져 원반을 형성하며, 한계 바깥쪽의 물질은 한데 뭉치는 경향이 있다. 이 한계는 1848년에 프랑스의 천문학자인 에두아르 로슈(Édouard Roche)가 처음 계산하였다.
일반적으로 로슈 한계는 모행성에 의해 유발된 기조력에 의해 파괴되는 위성에 적용된다. 일부 위성은 로슈 한계 안쪽에서 공전하고 있는데, 그것은 위성을 구성하는 물질이 위성의 자체중력 이외에 항장력 등과 같은 힘으로 뭉쳐져 있기 때문이다. 목성의 위성인 메티스와 토성의 위성인 판은 항장력 때문에 로슈 한계 안쪽에서 형태를 유지할 수 있는 대표적인 위성이다. 이러한 위성의 표면에 정지해있는 물체가 기조력에 의해 위성의 표면에서 떨어져나가는 극단적인 경우도 있다. 혜성과 같은 약한 위성은 로슈 한계를 통과하는 동안 부서질 수 있다.
로슈 한계 내에서는 기조력이 중력보다 강하기 때문에, 커다란 위성이 한계 안에 있는 물질을 끌어들일 수 없다. 실제로 알려진 거의 모든 행성의 고리는 그 행성의 로슈 한계 안에 있다. 토성의 E 고리와 포에베 고리는 로슈 한계 밖에 있는 고리의 중요한 예외다. 그러한 고리는 지금은 토성이 된 원시행성의 강착원반의 나머지 부분이 위성으로 합쳐지는데 실패했거나, 위성이 로슈 한계 안쪽을 통과할 때 부서지면서 형성되었을 것으로 추측된다.

## 로슈 한계의 결정
로슈 한계는 위성의 딱딱한 정도에 의존한다. 이상적인 강체 위성은 조석력에 의해 산산조각 날 때까지 형태를 유지할 것이다. 극단적으로 높은 유동성을 가진 위성은 기조력에 의해 서서히 변형이 늘어나고, 그로 인해 더욱 쉽게 산산조각나게 된다. 실제 위성은 대부분 위의 극단적인 두 가지 경우의 사이에 있다. 내부 마찰, 점성, 그리고 인장력이 위성을 극단적인 강체 혹은 유체가 아니게 되도록 한다.

### 강체 위성
구 모양을 가진 강체에 대해 로슈 한계를 계산할 때, 위성이 강체가 되는 원인은 무시하고, 위성이 자체 중력에 의해 구 모양을 유지할 것으로 가정한다. 모행성의 조석변형(tidal deformation), 위성의 자전, 그리고 불규칙한 모양 등의 다른 효과 또한 무시한다. 다소 비현실적인 이러한 가정은 로슈 한계 계산을 굉장히 간단하게 한다.
로슈 한계를 {\displaystyle d}라고 하였을 때, 구 모양의 주성 주위를 공전하는 딱딱한 구 모양의 위성에 대한 공식은
{\displaystyle d=1.26\;R_{M}\left({\frac {\rho _{M}}{\rho _{m}}}\right)^{\frac {1}{3}}}
이 된다. {\displaystyle R_{M}}은 주성의 반지름이고 {\displaystyle \rho _{M}}은 주성의 밀도, 그리고 {\displaystyle \rho _{m}}은 위성의 밀도이다. 이것은 동등하게 다르게 쓴다면
{\displaystyle d=1.26\;R_{m}\left({\frac {M_{M}}{M_{m}}}\right)^{\frac {1}{3}}}
이 된다. {\displaystyle R_{m}}은 위성의 반지름이고 {\displaystyle M_{M}}은 주성의 질량, 그리고 {\displaystyle M_{m}}은 위성의 질량이다.
암석으로 이루어진 위성이 거대한 가스로 구성된 모행성의 주위를 공전하는 경우처럼, 위성의 밀도가 모행성의 밀도보다 높은 경우가 있다. 이 때 위성의 밀도가 모행성의 밀도의 두 배를 넘게 된다면, 로슈 한계가 모행성의 안쪽에 위치하게 되므로, 위성에게 영향을 미치지 못하게 된다.

#### 공식의 유도

로슈 한계의 유도.

로슈 한계를 결정하기 위해, 위성의 표면에서 주성 쪽을 향하고 있는 {\displaystyle u}라는 부분을 가정한다. {\displaystyle u}는 위성의 중력과 모행성의 중력이라는 두 가지 힘을 받는다. 위성은 이미 모행성 주위의 궤도에서 자유낙하 한 상태이므로 기조력은 오로지 모행성의 중력과 관계된다.
질량이 {\displaystyle m}이고 반지름이 {\displaystyle r}인 위성이 {\displaystyle u}를 잡아당기는 중력을 {\displaystyle F_{G}}라고 하면 뉴턴의 중력 법칙에 따라 다음과 같이 쓸 수 있다.
{\displaystyle F_{G}={\frac {Gmu}{r^{2}}}}
반지름이 {\displaystyle R}이고 질량이 {\displaystyle M}인 모행성이 {\displaystyle u}에 미치는 기조력을 {\displaystyle F_{T}}라고 하고, 두 물체 각각의 질량중심 사이의 거리를 {\displaystyle d}라고 하면, {\displaystyle u}는 다음과 같이 표현할 수 있다.
{\displaystyle F_{T}={\frac {2GMur}{d^{3}}}}.
위의 근사값을 얻기 위해 모행성의 중력이 위성의 중심을 당기는 것과 위성에서 {\displaystyle u}를 당기는 것의 차이를 찾는다.
{\displaystyle F_{T}={\frac {GMu}{(d-r)^{2}}}-{\frac {GMu}{d^{2}}}}
{\displaystyle F_{T}=GMu{\frac {d^{2}-(d-r)^{2}}{d^{2}(d-r)^{2}}}}
{\displaystyle F_{T}=GMu{\frac {2dr-r^{2}}{d^{4}-2d^{3}r+r^{2}d^{2}}}}
{\displaystyle r<R}이고 {\displaystyle R<d}라고 가정하면 분자의 {\displaystyle r^{2}}과 분모의 {\displaystyle r}이 모두 영이 되어 다음을 얻을 수 있다.
{\displaystyle F_{T}=GMu{\frac {2dr}{d^{4}}}}
{\displaystyle F_{T}={\frac {2GMur}{d^{3}}}}
로슈 한계는 중력과 기조력이 서로 평형을 이룰 때의 거리이다.
{\displaystyle F_{G}=F_{T}\;}
{\displaystyle {\frac {Gmu}{r^{2}}}={\frac {2GMur}{d^{3}}}}
로슈 한계는 {\displaystyle d}로 주어지므로 {\displaystyle d}는
{\displaystyle d=r\left(2\;{\frac {M}{m}}\right)^{\frac {1}{3}}}.
그러나 우리가 원하는 것은 주성의 반지름을 써서 표현한 한계이다. 그래서 우리는 밀도에 대한 것으로 다시 쓸 수 있다.
구형의 질량 {\displaystyle M}은 다음과 같이 쓸 수 있다.
{\displaystyle M={\frac {4\pi \rho _{M}R^{3}}{3}}}
{\displaystyle R}은 주성의 반지름이다.
그리고 마찬가지로
{\displaystyle m={\frac {4\pi \rho _{m}r^{3}}{3}}}
{\displaystyle r}은 위성의 반지름이다.
이제 로슈 한계의 질량에 관한 방정식에 대입하면
{\displaystyle d=r\left({\frac {2\rho _{M}R^{3}}{\rho _{m}r^{3}}}\right)^{1/3}}
로슈 한계를 간단하게 쓰면
{\displaystyle d=R\left(2\;{\frac {\rho _{M}}{\rho _{m}}}\right)^{\frac {1}{3}}\approx 1.26R\left({\frac {\rho _{M}}{\rho _{m}}}\right)^{\frac {1}{3}}}.
을 얻는다.

### 유체 위성
로슈 한계를 더욱 정확히 계산하기 위해서는 위성의 변형을 고려해야한다. 극단적인 예로 행성 주위를 도는 조석고정된 유체 위성을 들 수 있으며, 위성에 작용하는 어떤 힘이라도 위성을 타원형으로 변형시킬 것이다.
이 계산은 복잡하고 계산 결과는 정확한 대수적인 공식으로 대표할 수 없다. 로슈 스스로는 다음의 로슈 한계의 근사해로부터 유도했다.
{\displaystyle d\approx 2.44R\left({\frac {\rho _{M}}{\rho _{m}}}\right)^{1/3}}
그러나 주성의 편평도와 위성의 질량을 고려한 더 나은 근사가 있다.
{\displaystyle d\approx 2.423R\left({\frac {\rho _{M}}{\rho _{m}}}\right)^{1/3}\left({\frac {(1+{\frac {m}{3M}})+{\frac {c}{3R}}(1+{\frac {m}{M}})}{1-c/R}}\right)^{1/3}}
/R은 주성의 편평도이다. 숫자 인자는 컴퓨터의 도움을 받아 계산된 것이다.
유체 위성의 해는 혜성과 같이 약한 힘으로 뭉쳐져 있는 물체에 적합하다. 예를 들어 슈메이커-레비 9 혜성은 1992년 7월 로슈 한계 안쪽을 통과했고, 이것은 수많은 조각으로 쪼개지는 원인이 되었다. 1994년에 목성에 접근하면서 슈메이커-레비 9 혜성의 파편은 목성에 충돌하였다. 슈메이커-레비 9 혜성은 1993년 처음 관측되었지만, 그 궤도는 혜성이 이미 수십 년 전 목성에 의해 포획되었음을 나타내었다.

#### 공식의 유도
유체 위성의 경우가 강체 위성보다 더 섬세함이 필요하여, 위성은 몇 가지 가정을 기반으로 가정된다. 첫 번째로 물체는 외부 또는 내부의 힘에 의존하지 않는 밀도가 {\displaystyle \rho _{m}}이고 부피가 V인 비압축 유체로 이루어져 있다고 가정한다. 두 번째로 위성은 원궤도를 돌고 조석고정되었다고 가정한다. 이것은 위성의 자전 각속도 {\displaystyle \omega }가 같은 각속도로 전체 계의 질량 중심 주위를 공전하는 것을 의미한다.
각속도 {\displaystyle \omega }는 케플러의 세 번째 법칙에 의해 다음과 같이 주어진다:
{\displaystyle \omega ^{2}=G\,{\frac {M+m}{d^{3}}}.}
M이 m에 비해 매우 클 때, 이것은
{\displaystyle \omega ^{2}=G\,{\frac {M}{d^{3}}}.}
로 근사된다.
동주기 자전은 액체가 움직이지 않음을 암시하고 문제는 정적인 것을 고려할 수 있다. 액체의 점성률과 마찰은 다량의 움직이는 유동체에 대해서만 작용하므로 이 모델에서는 고려하지 않는다.
이 가정을 고려해 볼 때 다음의 힘들도 고려해야 한다.
- 주성의 중력
- 회전하는 계에 의한 원심력
- 위성의 자체 중력장

이 힘들은 모두 보존력이므로 그들은 퍼텐셜에 의해 표현될 수 있다. 게다가, 위성의 표면은 등퍼텐셜 면이다. 그렇지 않고 퍼텐셜이 다르다면 표면에서 액체의 일부가 뜨고 움직일 것이다. 이것은 정적인 모델의 가정과 모순된다. 우리의 문제는 주어지는 모행성으로부터의 거리에서 등퍼텐셜 상태를 만족하는 표면의 형태를 결정하는 것이다.

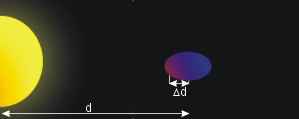
방사상 거리는 위성의 질량 중심에서 타원체의 표면의 어떤 한 점까지의 거리이다.

원형궤도를 가진다고 추정하면, 중력의 총합과 원심력은 주성에 영향을 주지 않는다. 그러므로 이미 딱딱한 모델에서 고려하였듯이 액체 입자에 미치는 힘은 기조력이고, 이것은 위성의 질량중심에 대한 위치에 의존한다. 위성의 중심으로부터 표면의 액체 입자까지의 거리는 모행성과의 거리 {\displaystyle d}와 작은 관계를 가진다. 따라서 기조력은 위성의 중심에서 액체 입자까지의 거리와 비례한다고 할 수 있고, 그 결과는 위와 같이 FT 와 같은 공식으로 주어진다.
딱딱한 모델에서의 이 힘은 위성의 반지름 {\displaystyle r}에 의존하는데 반해 유체의 경우 우리는 표면의 모든 점을 고려해야한다. 기조력은 위성과 모행성을 잇는 선 위의 액체 입자로부터 위성의 질량중심까지의 거리 Δd에 의존한다. 우리는 Δd를 방사상 거리(radial distance)로 부른다. 기조력은 Δd에 선형이므로 퍼텐셜은 변수의 제곱에 비례하는 관계를 가지고 {\displaystyle m<M}이면 우리는 다음을 얻는다.
{\displaystyle V_{T}=-{\frac {3GM}{2d^{3}}}\Delta d^{2}\,}
우리는 위성의 자체 중력 퍼텐셜의 합과 {\displaystyle V_{T}}가 물체의 표면에서 일정한 값을 가지는 위성의 형태로 결정하고 싶다. 일반적으로 이와 같은 문제는 매우 풀기 어렵지만 조석 퍼텐셜이 방사상 거리 Δd의 제곱에 비례하는 특정한 경우 숙련된 추측에 의해 풀 수 있다.
퍼텐셜 VT는 오로지 한 방향에 따라 변한다. 즉 모행성을 향한 방향을 축으로 위성이 대칭적으로 형성된다고 추측할 수 있다. 더 정확하게 우리는 그것이 회전체(solid of revolution)의 형태가 된다고 가정할 수 있다. 회전체와 같은 표면에서의 자체 퍼텐셜은 오로지 질량중심까지의 방사상 거리에 의존할 수 있다. 우리의 가정에 의한 경계는 퍼텐셜이 일정한 원인데 실제로 위성과 모행성을 잇는 선과 수직인 평면과 위성과의 교점의 집합은 원반이다. 자체 중력 퍼텐셜과 조석 퍼텐셜의 차이는 상수이어야 하고, 자체 중력 퍼텐셜과 조석 퍼텐셜은 모두 Δd에 같은 방법으로 의존해야 한다. 바꿔 말하면 자체 중력 퍼텐셜은 Δd의 제곱에 비례해야 한다. 그다음 등퍼텐셜면의 해가 회전타원면이라는 것을 보여줄 수 있다. 일정한 밀도와 오로지 타원의 이심률 ε에 의존하는 위성의 자체 퍼텐셜의 크기는 다음과 같이 주어진다.
{\displaystyle V_{s}=V_{s_{0}}+G\pi \rho _{m}\cdot f(\epsilon )\cdot \Delta d^{2},}
{\displaystyle V_{s_{0}}}는 주어진 방정식에서 Δd가 0일 때, 즉 중심에서의 자체 퍼텐셜로 상수이다.
무차원 함수 f는 타원면의 퍼텐셜의 정확한 해답으로부터 결정된다.
{\displaystyle f(\epsilon )={\frac {1-\epsilon ^{2}}{\epsilon ^{3}}}\cdot \left[\left(3-\epsilon ^{2}\right)\cdot \operatorname {arsinh} \left({\frac {\epsilon }{\sqrt {1-\epsilon ^{2}}}}\right)-3\epsilon \right]}
그리고 이것은 위성의 크기에 의존하지 않는다.

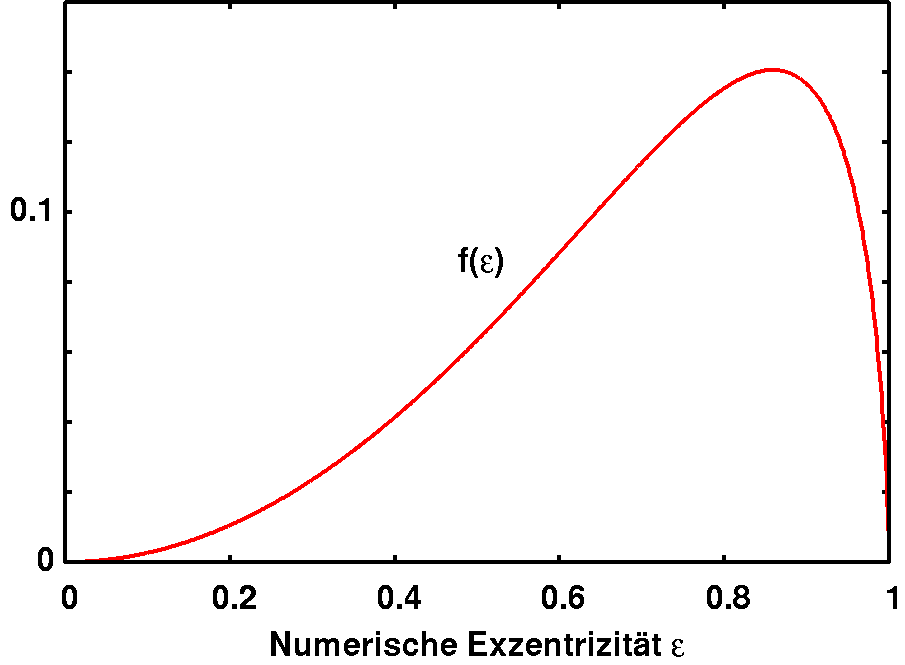
조석 퍼텐셜과 이심률의 관계를 나타내는 무차원의 함수 f의 그래프

비록 함수 f의 정확한 형태가 복잡하게 보이지만, 퍼텐셜 VT는 변수 Δd와 무관한 상수를 더하여 VS와 같기 위해 우리가 ε의 값을 선택할 수 있고, 이것은 보기 쉽다. 계산에 의해 이때는 다음과 같이 쓸 수 있다.
{\displaystyle {\frac {2G\pi \rho _{M}R^{3}}{d^{3}}}=G\pi \rho _{m}f(\epsilon )}
이 방정식은 수치적으로 풀 수 있다. 그래프에서 함수 f의 어떤 값에서 이심률은 두 가지의 해를 가질 수 있다(최댓값을 가지는 점을 제외하고). 두 가지의 이심률에서 값이 더 작은 것이 더 안정된 타원체를 가지는 것을 의미한다. 이 해는 모행성의 거리의 함수에 따라 조석 타원체의 이심률을 결정한다. f의 도함수는 f가 최댓값을 갖는 곳에서 0의 값을 가진다. 이것은 로슈 한계와 부합한다.

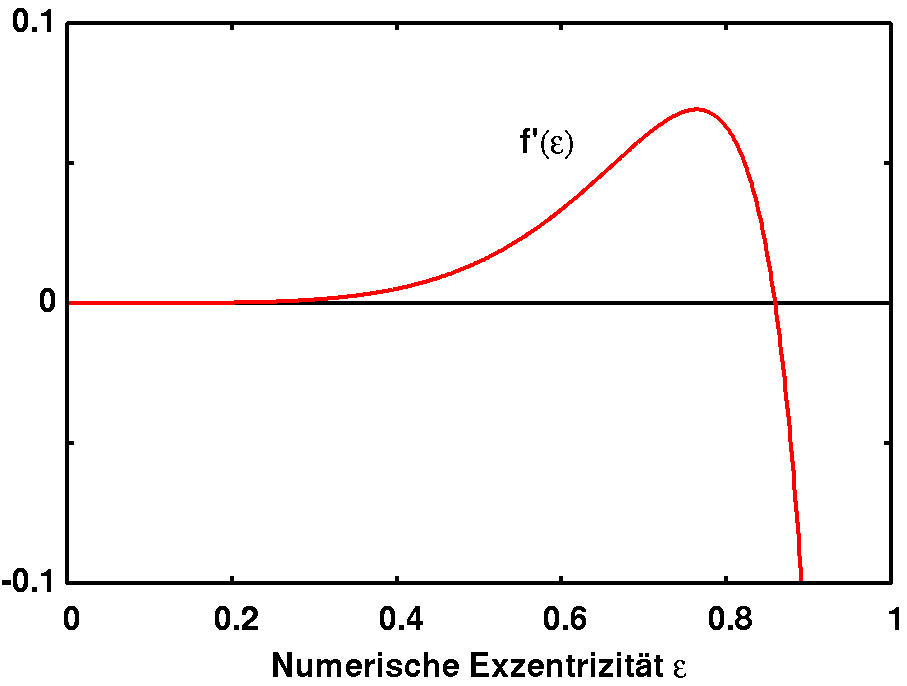
f의 도함수는 f값이 최대가 될 때의 이심률을 결정한다. 이것은 로슈 한계로 주어진다.

더 정확하게 로슈 한계는 함수 f가 유계이어서 인력이 최대가 되는 이심률이 있다는 사실에 의해 결정된다. 여기서 f는 구를 타원체의 모양으로 만든 힘의 비선형적인 측정으로 생각할 수 있다. 위성이 모행성에 접근할수록 조석력이 증가하므로 타원체가 조석력에 의해 부서지는 임계거리가 있는 것은 명백하다.
f가 최댓값을 가질 때의 이심률은 f의 도함수가 0일 때의 것이므로 수치적으로 계산할 수 있다. 계산 값은
{\displaystyle \epsilon _{\text{max}}\approx 0{.}86}
이고 이것은 타원의 단축과 장축의 길이비가 1:1.95인 것과 일치한다. 함수 f를 공식에 대입하여 타원체가 존재할 수 있는 최소의 거리를 결정할 수 있다. 이것이 로슈 한계다.
{\displaystyle d\approx 2{.}423\cdot R\cdot {\sqrt[{3}]{\frac {\rho _{M}}{\rho _{m}}}}\,.}

## 로슈 한계의 예
아래 표는 태양계에서 몇몇 천체를 선택하여 밀도와 적도반지름을 나타낸 것이다.
| 모행성(항성) | 밀도 (kg/m³) | 반지름 (m)  |
| ------------ | ------------ | ----------- |
| 태양         | 1,408        | 696,000,000 |
| 목성         | 1,326        | 71,493,000  |
| 지구         | 5,513        | 6,378,137   |
| 달           | 3,346        | 1,737,100   |
| 토성         | 687.3        | 60,267,000  |
| 천왕성       | 1,318        | 25,557,000  |
| 해왕성       | 1,638        | 24,766,000  |

이 데이터를 사용하여 강체 혹은 유체로 구성된 위성의 로슈 한계는 쉽게 계산할 수 있다. 혜성의 평균밀도는 500kg/m³라고 간주한다.
아래 표는 모행성의 로슈 한계를 km단위와 모행성의 반지름 단위로 나타낸 것이다. 위성의 로슈 한계는 밀도와 딱딱한 정도에 의존한다.
| 모행성(항성) | 위성          | 로슈 한계 (강체) | 로슈 한계 (강체) | 로슈 한계 (유체) | 로슈 한계 (유체) |
| 모행성(항성) | 위성          | 거리 (km)        | R                | 거리 (km)        | R                |
| ------------ | ------------- | ---------------- | ---------------- | ---------------- | ---------------- |
| 지구         | 달            | 9,496            | 1.49             | 18,261           | 2.86             |
| 지구         | 평균적인 혜성 | 17,880           | 2.80             | 34,390           | 5.39             |
| 태양         | 지구          | 554,400          | 0.80             | 1,066,300        | 1.53             |
| 태양         | 목성          | 890,700          | 1.28             | 1,713,000        | 2.46             |
| 태양         | 달            | 655,300          | 0.94             | 1,260,300        | 1.81             |
| 태양         | 평균적인 혜성 | 1,234,000        | 1.78             | 2,374,000        | 3.42             |

만약 모행성의 밀도가 위성의 밀도의 절반 이하라면 강체인 위성의 로슈 한계는 모행성의 반지름 안쪽에 위치한다. 그러므로 위성이 로슈 한계에 도달하기 전에 모행성과 충돌할 것이다.
태양계의 위성들은 각각 얼마나 모행성과 가까이 있는가? 아래 표는 행성의 궤도반지름과 각각의 로슈 한계의 비를 나타낸 것이다. 강체일 때와 유체일 때의 두 가지 경우에 대해 계산하였다. 판, 메티스, 나이아드는 특히 주의해야 하는데, 이것들은 로슈 한계와 매우 가까울 수 있다.
실제로 목성형 행성을 돌고 있는 위성의 대부분은 밀도가 알려져 있지 않다. 이 경우 표에서는 이탤릭체로 대략적인 값을 추정하여 표시하였다. 이 경우에는 실제 로슈 한계와 다르게 나타날 수 있다.
| 모행성(항성) | 위성         | 궤도반지름/ 로슈 한계 | 궤도반지름/ 로슈 한계 |
| 모행성(항성) | 위성         | (강체)                | (유체)                |
| ------------ | ------------ | --------------------- | --------------------- |
| 태양         | 수성         | 104:1                 | 54:1                  |
| 지구         | 달           | 41:1                  | 21:1                  |
| 화성         | 포보스       | 172%                  | 89%                   |
| 화성         | 데이모스     | 451%                  | 234%                  |
| 목성         | 메티스       | ~186%                 | ~94%                  |
| 목성         | 아드라스테아 | ~188%                 | ~95%                  |
| 목성         | 아말테아     | 175%                  | 88%                   |
| 목성         | 테베         | 254%                  | 128%                  |
| 토성         | 판           | 142%                  | 70%                   |
| 토성         | 아틀라스     | 156%                  | 78%                   |
| 토성         | 프로메테우스 | 162%                  | 80%                   |
| 토성         | 판도라       | 167%                  | 83%                   |
| 토성         | 에피메테우스 | 200%                  | 99%                   |
| 토성         | 야누스       | 195%                  | 97%                   |
| 천왕성       | 코델리아     | ~154%                 | ~79%                  |
| 천왕성       | 오필리아     | ~166%                 | ~86%                  |
| 천왕성       | 비안카       | ~183%                 | ~94%                  |
| 천왕성       | 크레시다     | ~191%                 | ~98%                  |
| 천왕성       | 데스데모나   | ~194%                 | ~100%                 |
| 천왕성       | 줄리엣       | ~199%                 | ~102%                 |
| 해왕성       | 나이아드     | ~139%                 | ~72%                  |
| 해왕성       | 탈라사       | ~145%                 | ~75%                  |
| 해왕성       | 데스피나     | ~152%                 | ~78%                  |
| 해왕성       | 갈라테아     | 153%                  | 79%                   |
| 해왕성       | 라리사       | ~218%                 | ~113%                 |
| 명왕성       | 카론         | 12.5:1                | 6.5:1                 |

## 같이 보기
- 로슈의 돌출
- 로슈 구

## 참고 문헌
- (프랑스어) Édouard Roche: "La figure d'une masse fluide soumise à l'attraction d'un point éloigné" (The figure of a fluid mass subjected to the attraction of a distant point), part 1, Académie des sciences de Montpellier: Mémoires de la section des sciences, Volume 1 (1849) 243–262. 2.44 is mentioned on page 258.
- (프랑스어) Édouard Roche: "La figure d'une masse fluide soumise à l'attraction d'un point éloigné", part 2, Académie des sciences de Montpellier: Mémoires de la section des sciences, Volume 1 (1850) 333–348.
- (프랑스어) Édouard Roche: "La figure d'une masse fluide soumise à l'attraction d'un point éloigné", part 3, Académie des sciences de Montpellier: Mémoires de la section des sciences, Volume 2 (1851) 21–32.
- (영어) George Howard Darwin, "On the figure and stability of a liquid satellite", Scientific Papers, Volume 3 (1910) 436–524.
- (영어) James Hopwood Jeans, Problems of cosmogony and stellar dynamics, Chapter III: Ellipsoidal configurations of equilibrium, 1919.
- (영어) S. Chandrasekhar, Ellipsoidal figures of equilibrium (New Haven: Yale University Press, 1969), Chapter 8: The Roche ellipsoids (189–240).
- (영어) Chandrasekhar, S. (1963). “The equilibrium and the stability of the Roche ellipsoids”. 《Astrophysical Journal》 138: 1182–1213. Bibcode:1963ApJ...138.1182C. doi:10.1086/147716.